# Pheidole embolopyx
Pheidole embolopyx är en myrart som beskrevs av Brown 1968. Pheidole embolopyx ingår i släktet Pheidole och familjen myror. Inga underarter finns listade i Catalogue of Life.